# Gollumiella minuta
Gollumiella minuta är en stekelart som först beskrevs av Boucek 1988.  Gollumiella minuta ingår i släktet Gollumiella och familjen Eucharitidae. Inga underarter finns listade i Catalogue of Life.